# Cucharero (recipiente)

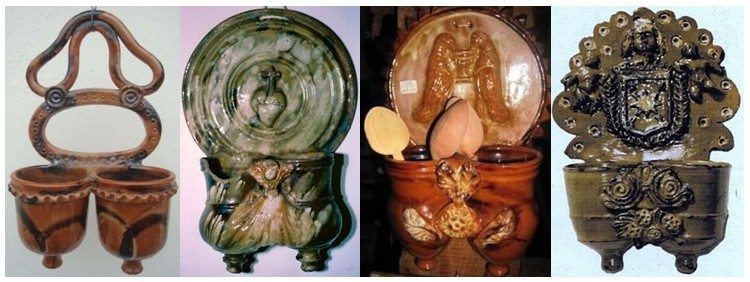
Cuchareros vasco-navarros; de izq. a dcha: una reproducción del conservado en el Museo Etnográfico de Arteta; un cucharero atribuido al taller de Echeverría, con el sagrado corazón y la cruz; una copia moderna con cucharas de madera, y un cucharero de Ybicuru o Torres con el escudo de Estella.

Un cucharero es un utensilio de la cocina tradicional española. Se utiliza como recipiente para depositar las cucharas de madera en uso, colgado de la pared siempre a mano en el entorno dedicado a cocinar. También pueden denominarse así los recipientes usados para escurrir los cubiertos.
Morfológicamente, el cucharero antiguo es una pieza fabricada en cerámica o en madera. El de loza, similar en su aspecto a las benditeras, suele presentar la forma de un doble cubilete o vaso cilíndrico hiperbólico , que tiene agujeros en su base para escurrir el agua, y se soporta sobre una pieza plana que dispone de un orificio para que el cucharero quede colgado de la pared.
Su elaboración como objeto alfarero tradicional en el ajuar locero tuvo especial desarrollo en el País Vasco, Navarra y La Rioja.
Los cuchareros de madera, con diferencias y aspecto más variado y más frecuentes en las regiones montañosas vasco-navarras, entraban dentro de la producción de los artesanos rurales (kaikuegiles, cuchareros y tallistas).